# Bernhardsthal
Bernhardsthal (slowakisch Pernitál) ist eine Marktgemeinde mit 1585 Einwohnern (Stand 1. Jänner 2025) im Bezirk Mistelbach in Niederösterreich.

## Geografie
Bernhardsthal liegt im äußersten Nordosten des niederösterreichischen Weinviertels nahe der Thaya an der Grenze zu Tschechien. Mit 407 km Luftlinie gilt er auch als der am weitesten vom Meer entfernte Ort Österreichs. Die Fläche der Marktgemeinde umfasst 51,93 Quadratkilometer. 6,18 Prozent der Fläche sind bewaldet.
Gewässer in der Gemeinde sind der Hamelbach, der Bernhardsthaler Teich und die Thaya.

### Gemeindegliederung
Das Gemeindegebiet umfasst folgende drei Ortschaften (in Klammern Einwohnerzahl Stand 1. Jänner 2025):
- Bernhardsthal (813)
- Katzelsdorf (363)
- Reintal (409)

Die Gemeinde besteht aus den Katastralgemeinden Bernhardsthal, Katzelsdorf und Reintal.

### Nachbargemeinden
|                 | Břeclav, Tschechien                         | Lanžhot, Tschechien |
| Schrattenberg   | Kompassrose, die auf Nachbargemeinden zeigt |                     |
| Altlichtenwarth | Hausbrunn                                   | Rabensburg          |

## Geschichte
Die Bodenfunde im Ortsgebiet weisen auf eine Besiedelung ab der Jungsteinzeit und Bronzezeit zurück.
Eine Siedlung westlich des Orts stammt aus der Lengyelkultur, eine nahe Hundebestattung auf den Unfrieden wurde auf 4300 v. Chr. datiert. Am gleichen Platz gab es 2000 Jahre später ein Gräberfeld der frühen Bronzezeit (um 2000 v. Chr.), dass der Aunjetitzkultur zugeordnet wird. Aus der Älteren Eisenzeit (Hallstattzeit, 800–400 v. Chr.) stammen „Die Drei Berge“, wie die lokale Gruppe von Hügelgräbern genannt wird.
Eine Ausgrabung des Bundesdenkmalamtes in den Jahren 1974 bis 1980 stellte eine germanische Siedlung an der Thaya aus dem 1. bis 4. Jahrhundert fest. Quer durch diese führte der Spitzgraben eines römischen Marschlagers, ein Relikt aus dem Vormarsch Marc Aurels (um 178 n. Chr.). Aus dem 6. bis 9. Jahrhundert stammen slawische Siedlungen. Pohansko, knapp nordöstlich der Ortsgrenze in Břeclav/Lundenburg gelegen, ist im 9. Jahrhundert ein Zentrum des Großmährischen Reichs. Aus den Missionsversuchen dieser Zeit stammt das „Bernhardsthaler Bleikreuz“ mit Christusdarstellung – vier verstreut gefundene Kreuze aus der gleichen Gussform lassen den Weg einer bayrischen Missionsgruppe über Gars am Kamp, Dolní Věstonice und Bernhardsthal nach Mikulčice verfolgen.
Bei der „Deutschen Besiedlung“, um 1050, könnte die Gründung des heutigen Ortes Bernhardsthal erfolgt sein. Die Siedlung lag, wie erst beim Ausbaggern des „Großen Teichs“ 2009 festgestellt, teilweise mitten im heutigen Teichgebiet. 1171 wurde Bernhardsthal erstmals urkundlich erwähnt und zwar im Klosterneuburger Traditionskodex (...dominus Ortolfus be Waidehoven fundum Bernhardsthal).
Zur gleichen Zeit, um 1200, begann der Bau des romanischen Kirchenschiffs der heutigen Kirche, ein gotischer Chor folgte bald. Der Ort muss damals durchaus bedeutend gewesen sein, denn Reinhard von Wehingen erhält 1370 für den Ort Bernhardsthal das Marktrecht ( … in seinem Markte zu Pernharcztal, gelegen in unserem lande ze Österreich...). Rasche Besitzwechsel in dieser Zeit erreichten ihr vorletzte Stufe als die Roggendorfer 1423 Bernhardsthal von Hans dem Hering erwarben. In den Kriegen mit Podieprad brannten 1458 die Roggendorfer die Feste Bernhardsthal, am Jägerhausberg gelegen, selbst nieder. Sie wurde nicht wieder aufgebaut. Schließlich verkauften sie 1470 Bernhardsthal mit Schloss und drei Teichen an die Liechtensteiner (samt dem öden Dorf Ebenfeld).
Die Reformation brachte 1566 bis um 1600 lutherische Prädikanten nach Bernhardsthal. Im Zuge der strikten Gegenreformation entstand 1631 das erste Verzeichnis aller Bernhardsthaler. Gewähr- und Grundbuch (1644) geben uns ab dieser Zeit mehr Aufschluss über den Ort, der 1645 von den Schweden unter Lennart Torstensson verheert wird. Diese Zerstörung war nicht die erste, weitere, bis zu den Kuruzenzügen um 1704, folgten – in den Gewährbüchern wird immer wieder von gefangenen Erben, öden Häusern usw. geschrieben. Ab 1700 sind auch Geburts-, Sterbe- und Hochzeitsregister erhalten.
Bernhardsthal, ursprünglich zum Passauer Dekanat Hohenleithen gehörend, kommt 1783 zur Erzdiözese Wien. 1790 wird, als Ersatz für einen Dachreiter, der Kirchturm errichtet. 1805 und 1809 regte die Einquartierung französischer Truppen die ab 1800 Jahresberichte schreibenden Pfarrer zu längeren Artikel an.
Eine einschneidende Veränderung der Wirtschafts- und Sozialstruktur brachte 1839 die Errichtung der „Kaiser-Ferdinands-Nordbahn“. Bald arbeitet ein beachtlicher Teil der Bevölkerung bei der Eisenbahn. An der deutsch-slawischen Sprachgrenze gelegen, gab es in Bernhardsthal noch im Jahre 1876 eine slowakische Minderheit von 225 Personen.
Aus früherer Zeit sind Leutgeb, Amtmänner und Dorfrichter namentlich bekannt, aber die erste Bürgermeisterwahl fand am 18. Juli 1850 statt – Josef Stättner, 43 Jahre alt, Ganzlehner von Nr. 21, wird Bürgermeister.
Die nächste einschneidende Veränderung erfolgte 1919. Bernhardsthal, wie auch die Nachbarorte Reintal und Rabensburg, verliert einen Teil seines Ortsgebiets und wird Grenzort zur Tschechoslowakei. Viele alte Familienbande sind nun behindert, bis sie 1946 endgültig gekappt werden. Besitzer landwirtschaftlicher Flächen in der CSFR erhalten Sonderausweise.
Die Jahre vor und nach dem Ersten Weltkrieg brachten mit hohen Geburtenzahlen und Zuwanderung einen rapiden Bevölkerungszuwachs. Bei der Volkszählung 1923 erreichte der Ort seine höchste Bevölkerungszahl mit 1.723, dieser Stand hielt bis 1951. Zur besseren Ausbildung auch der weiblichen Jugendlichen wurde 1925 das Kloster „St. Martha“ mit Kindergarten und Haushaltungsschule errichtet. Laut Adressbuch von Österreich waren im Jahr 1938 in der Ortsgemeinde Bernhardsthal ein Arzt, ein Tierarzt, zwei Bäcker, ein Binder, zwei Fleischer, drei Friseure, fünf Gastwirte, vier Gemischtwarenhändler, eine Hebamme, ein Maurermeister, ein Pferdehändler, ein Sattler, ein Schlosser, vier Schmiede, ein Schneider und vier Schneiderinnen, fünf Schuster, vier Tischler, ein Wagner, ein Zimmerer und zahlreiche Landwirte ansässig. Weiters betrieb die landw. Genossenschaft ein Lagerhaus.
1930 bis 1935 kündigte sich mit der ersten Bohrung nach Öl beim Föhrenwald durch die Thaya-Gesellschaft, die nicht erfolgreich verlief, eine neue wirtschaftliche Veränderung an. Unter deutscher Verwaltung, ab 1945 unter der sowjetischen Besatzungsmacht und schließlich unter der OMV wurden die Öl- und Gasfelder „Mühlberg“ und „Bernhardsthal“ ausgebaut. Schließlich waren um 1956 fast 600 Leute am Mühlberg beschäftigt. Die Förderung brachte auch den frühzeitigen (1947/48) Anschluss an das Erdgasnetz und hält bis heute an.
1938 befürworteten Bernhardsthal und Katzelsdorf angeblich ohne Gegenstimme den Anschluss. Im Ort selbst gab es während des Zweiten Weltkriegs keine Kampfhandlungen, bei einem Luftangriff am 7. April 1945 wurden jedoch vier Einwohner getötet und mehrere Gebäude zerstört. Die abziehenden deutschen Truppen sprengten drei Brücken, darunter zwei Bahnbrücken. Am 17. April marschierten Soldaten der Roten Armee in Bernhardsthal ein. Nach dem Krieg wurde Bernhardsthal ein Ort an einer toten Grenze und fiel in die sowjetische Besatzungszone.
Nach dem Staatsvertrag und dem Ende der Besatzungszeit 1955 begann neues Leben im Ort, 1957/58 wurde eine neue Volksschule errichtet, 1958 eine Rot-Kreuz-Stelle ausgerichtet, 1959 die Aufbahrungshalle bei der Kirche gebaut, 1961/62 ein neuer Sportplatz im Gelände des „Kesselteiches“ angelegt und 1963 das neue Rathaus an Stelle der alten Schule mit Gemeindeamt, Standesamt, Post, Gendarmerieposten und Mutterberatung eröffnet.
Die abnehmende Bevölkerung sowie vermehrte Aufgaben der Gemeinden und Auflagen des Landes NÖ führten im Zuge der Gemeindereform am 1. Jänner 1971 zum Zusammenschluss der Gemeinden Bernhardsthal, Katzelsdorf und Reintal zur Großgemeinde Bernhardsthal.
Weitere Infrastrukturverbesserungen erfolgten 1972 mit der Anlage von Tennisplätzen und 1974/75 mit dem Abschluss des Baues der Wasserversorgungsanlage Bernhardsthal. Auch die Eröffnung des Turnsaales und des Heimatmuseums (Urgeschichtliche, Frühgeschichtliche und Volkskundliche Abteilung) wurde bei der (etwas verspäteten) 800-Jahr-Feier am 1. bis 3. Juli 1977 gewürdigt. Landeshauptmann Andreas Maurer verlieh das neue Marktwappen (das alte Marktrecht ging zu unbekannter Zeit verloren).
Der seit etwa 1400 das Ortsbild prägende Teich mit ursprünglich 33 ha wurde von der Liechtenstein’schen Verwaltung 1972 endgültig trockengelegt. Bis 1992 erwarb die Gemeinde die Flächen, ließ ausbaggern und bespannte ab 17. September 1992 schließlich wieder den Teich. 1999 wurde ein Rasthaus am Teich eröffnet, 2008 erneut der eingebrachte Schlamm entfernt und dabei mitten im großen Teich eine mindestens acht Hektar große mittelalterliche Siedlung entdeckt.

### Einwohnerentwicklung
Nach einem starken Rückgang der Einwohnerzahl in den letzten Jahrzehnten des 20. Jahrhunderts, hat sich diese stabilisiert, da die negative Geburtenbilanz durch eine positive Wanderungsbilanz beinahe aufgehoben wird.
| Bernhardsthal: Einwohnerzahlen von 1869 bis 2025    | Bernhardsthal: Einwohnerzahlen von 1869 bis 2025 | Bernhardsthal: Einwohnerzahlen von 1869 bis 2025 | Bernhardsthal: Einwohnerzahlen von 1869 bis 2025 | Bernhardsthal: Einwohnerzahlen von 1869 bis 2025 |
| --------------------------------------------------- | ------------------------------------------------ | ------------------------------------------------ | ------------------------------------------------ | ------------------------------------------------ |
| Jahr                                                |                                                  |                                                  |                                                  | Einwohner                                        |
| 1869                                                | 1869                                             |                                                  | 2.847                                            | 2.847                                            |
| 1880                                                | 1880                                             |                                                  | 3.204                                            | 3.204                                            |
| 1890                                                | 1890                                             |                                                  | 3.390                                            | 3.390                                            |
| 1900                                                | 1900                                             |                                                  | 3.462                                            | 3.462                                            |
| 1910                                                | 1910                                             |                                                  | 3.785                                            | 3.785                                            |
| 1923                                                | 1923                                             |                                                  | 3.794                                            | 3.794                                            |
| 1934                                                | 1934                                             |                                                  | 3.511                                            | 3.511                                            |
| 1939                                                | 1939                                             |                                                  | 3.457                                            | 3.457                                            |
| 1951                                                | 1951                                             |                                                  | 3.516                                            | 3.516                                            |
| 1961                                                | 1961                                             |                                                  | 2.955                                            | 2.955                                            |
| 1971                                                | 1971                                             |                                                  | 2.570                                            | 2.570                                            |
| 1981                                                | 1981                                             |                                                  | 2.139                                            | 2.139                                            |
| 1991                                                | 1991                                             |                                                  | 1.852                                            | 1.852                                            |
| 2001                                                | 2001                                             |                                                  | 1.685                                            | 1.685                                            |
| 2011                                                | 2011                                             |                                                  | 1.599                                            | 1.599                                            |
| 2021                                                | 2021                                             |                                                  | 1.591                                            | 1.591                                            |
| 2025                                                | 2025                                             |                                                  | 1.585                                            | 1.585                                            |
| Quelle(n): Statistik Austria, Gebietsstand 1.1.2021 |                                                  |                                                  |                                                  |                                                  |

## Kultur und Sehenswürdigkeiten

### Bauwerke, Parks

Bernhardsthal
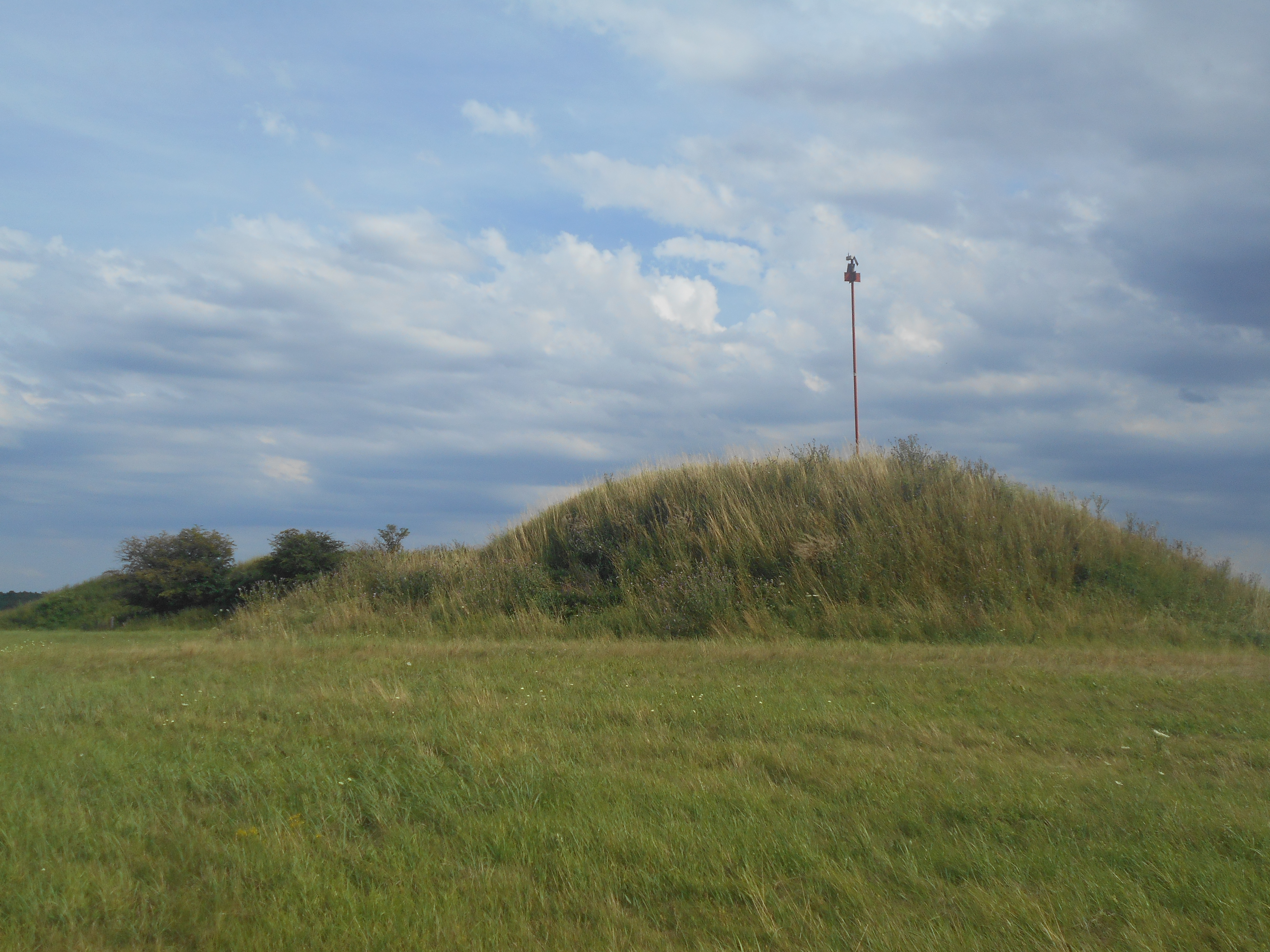
Hügelgräber „3-Berg“
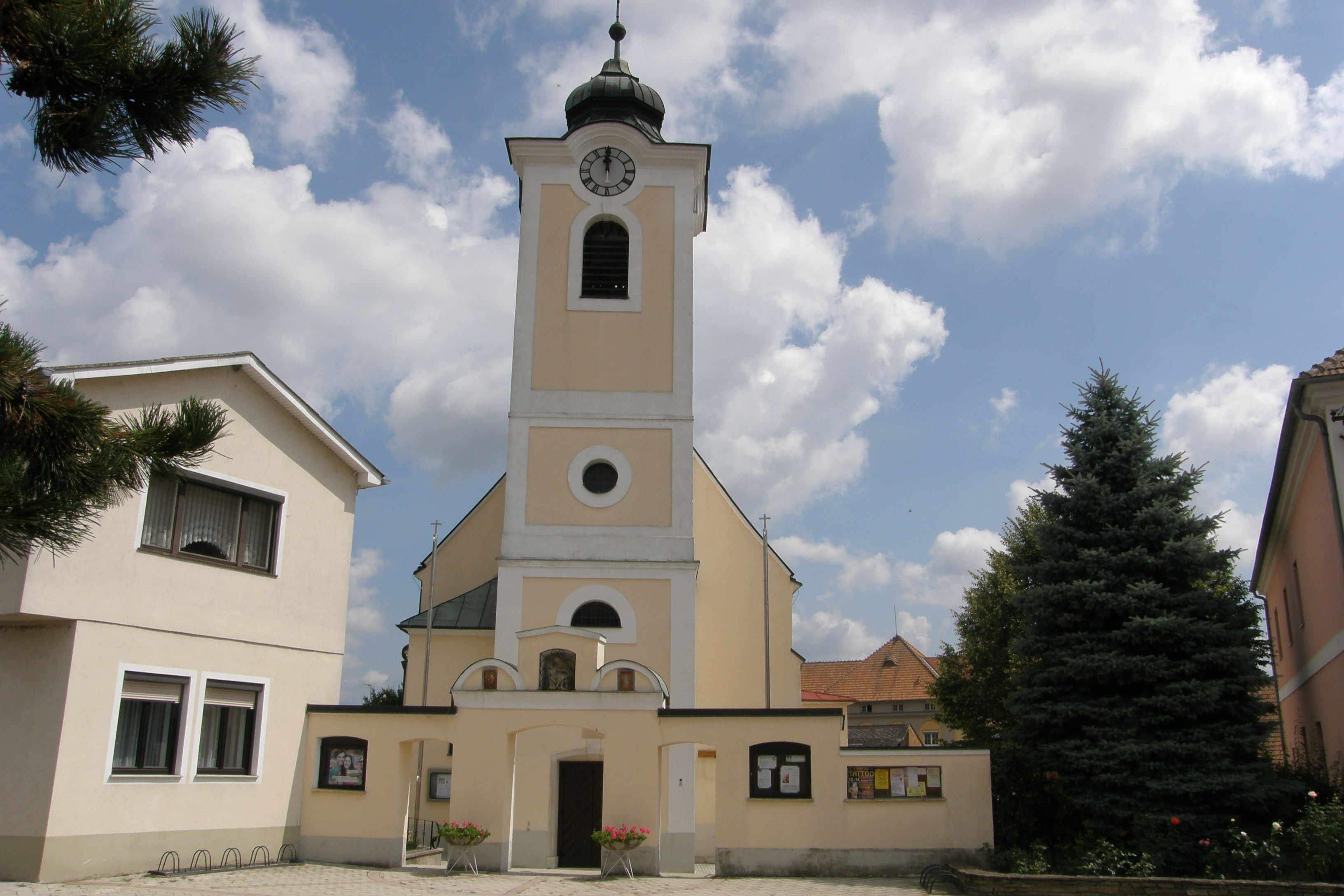
Pfarrkirche Bernhardsthal
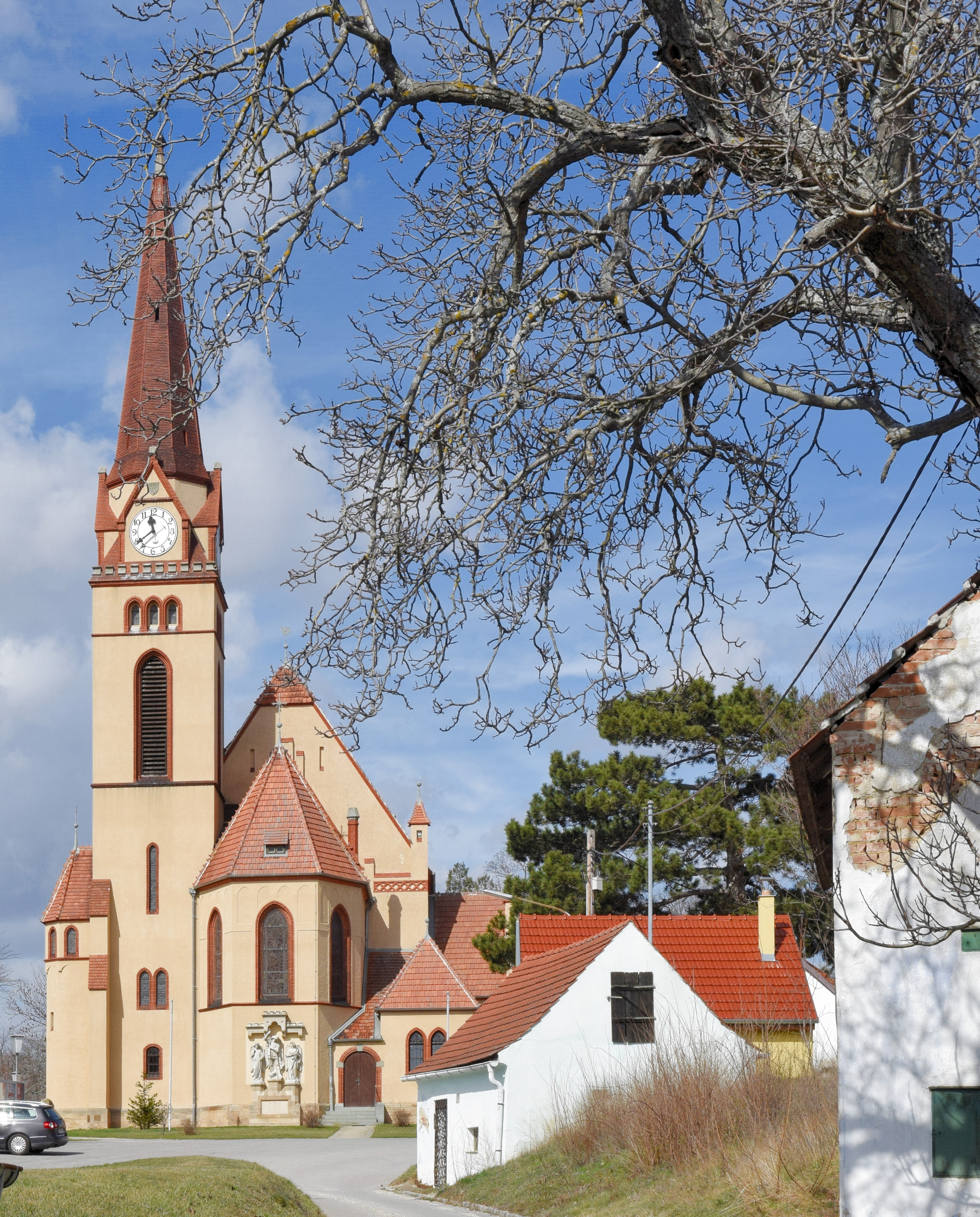
Pfarrkirche Katzelsdorf bei Bernhardsthal
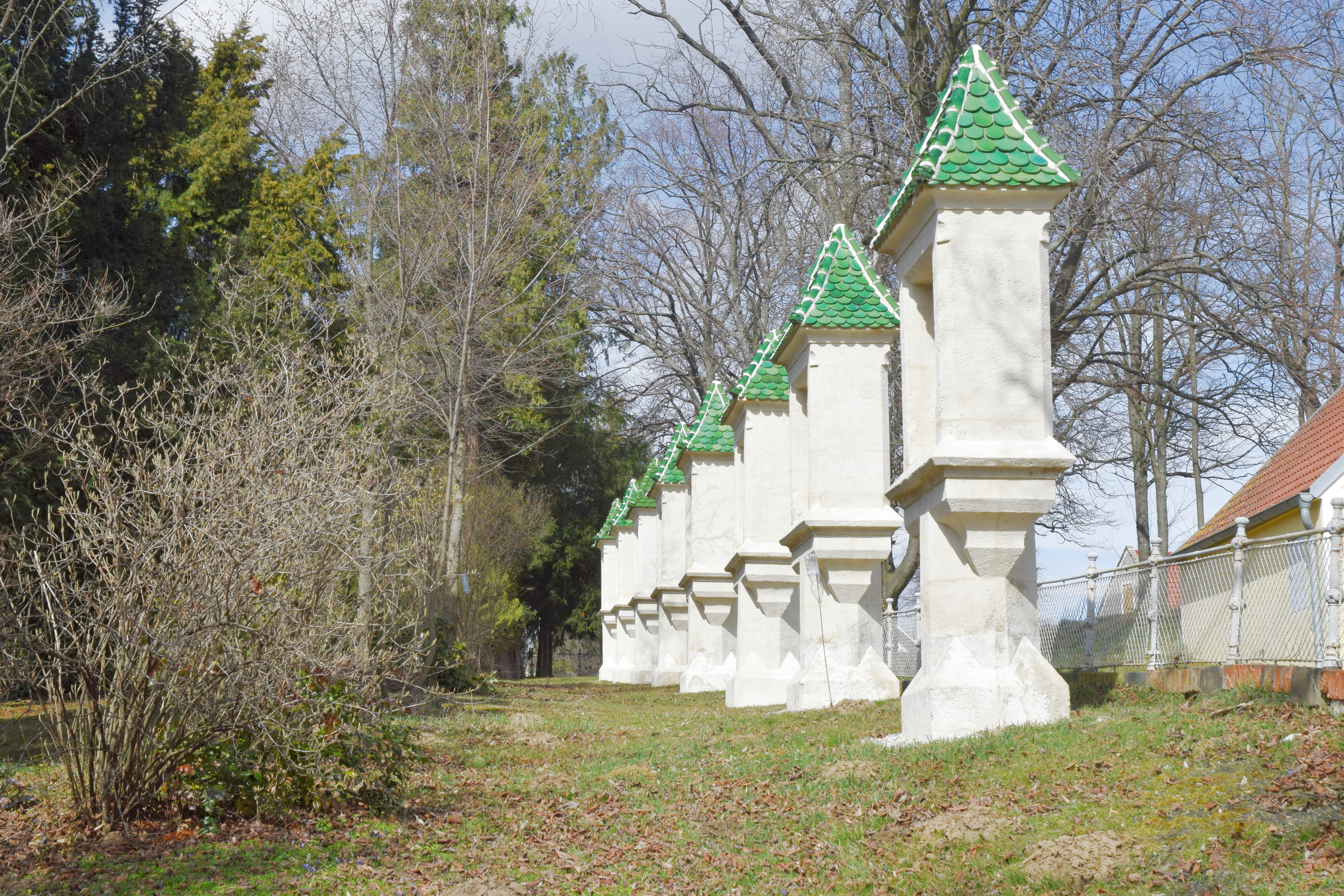
Rosenkranzpark Katzelsdorf
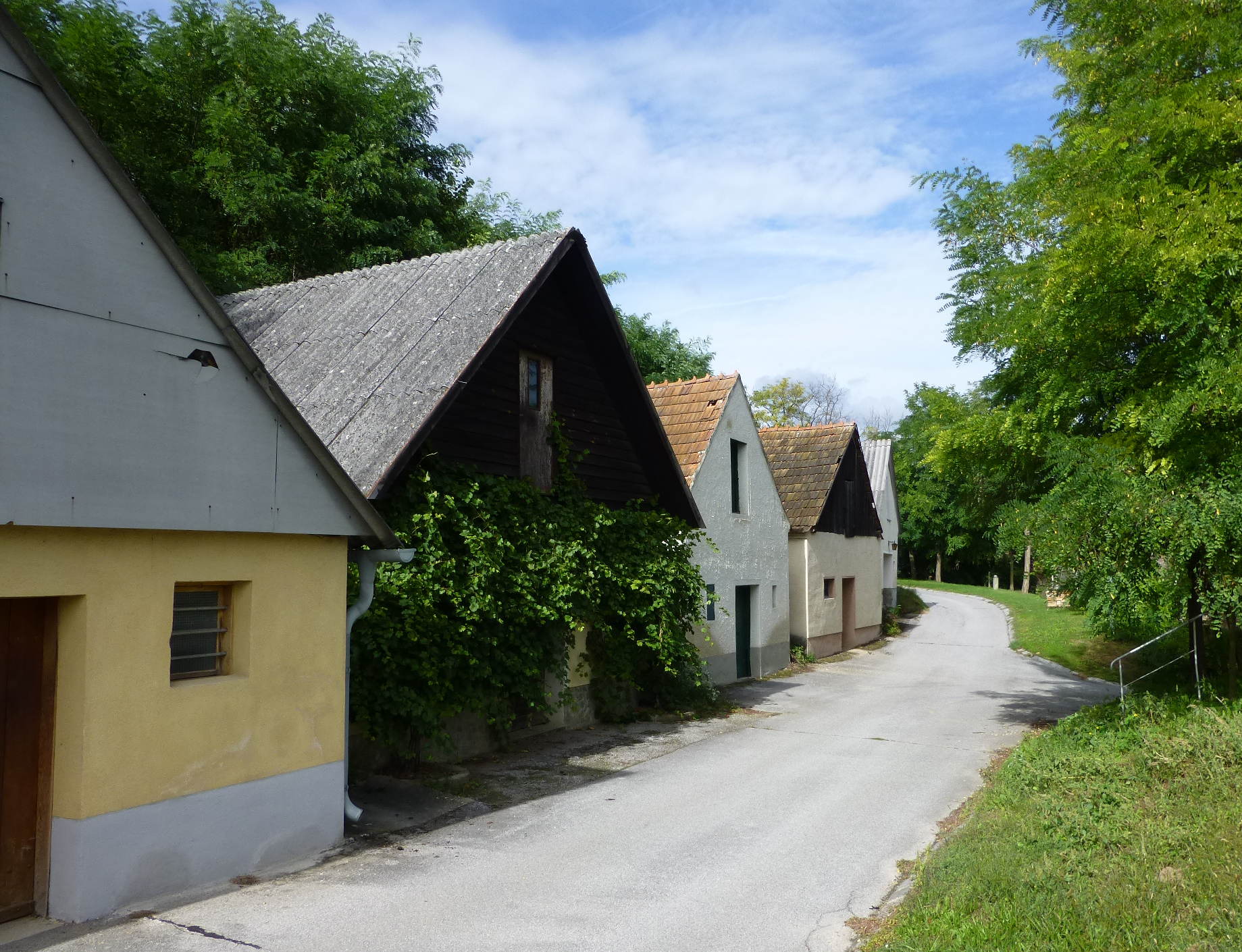
Kellergasse in Reintal

- Bahnviadukt der Kaiser Ferdinands-Nordbahn im Teich, errichtet 1839 unter Carl Ritter von Ghega. Diese Eisenbahnziegelbrücke ist das älteste erhaltene Bahnbauwerk Österreichs.
- Heimatmuseum (seit 1. Juli 1977), 1994 in „Otto Berger“ Heimatmuseum umbenannt.
- Katholische Pfarrkirche Bernhardsthal hl. Ägydius
- Katholische Pfarrkirche Reintal zur hl. Dreifaltigkeit
- Katholische Pfarrkirche Katzelsdorf bei Bernhardsthal hl. Bartholomäus
- Rosenkranzpark Katzelsdorf

### Sport
- Bernhardsthaler Eisstocksportverein 99 (BEV 99, seit 1999) / Asphaltstockplatz (seit 1999)
- Tennisverein (TV) Bernhardsthal (seit 1973) / Tennisplatz (seit 1973)
- SC Bernhardsthal (1934–2011) / Fußballplatz (1962–2014)
- Eisstock Club (ESC) Reintal
- Tennisverein Reintal

### Vereine
- Dorferneuerungsverein (DoErn) Bernhardsthal (am 19. September 1970 als Verschönerungsverein gegründet)
- Kameradschaftsbund (anfangs Zweigverein des 1898 in Feldsberg gegründeten k.u.k. Militär-Veteranen-Vereins) 1912 wurde in Bernhardsthal ein eigener k.u.k. Militär-Veteranen-Verein gegründet, 1938 Auflösung, seit 17. März 1957 „Österreichischer Kameradschaftsbund – Ortsverband Bernhardsthal“
- Kinderfreunde Bernhardsthal (seit 12. April 2005)
- Kirchenchor (erste Erwähnung 1706)
- Musikverein Bernhardsthal und Umgebung (bestehend aus den Ortskapellen Bernhardsthal (gegr. 1890), Katzelsdorf (1862) und Reintal (1921), 1977 zum „Musikverein Bernhardsthal und Umgebung“ zusammengefasst)
- Kriegsopfer- und Behindertenverband (Erstgründung 1948, Neugründung im Jahre 2010)
- Jugendverein Bernhardsthal (seit 13. Dezember 2016)
- Seniorenbund Bernhardsthal (seit ?)
- Reintal
- Dorferneuerungsverein Reintal (seit ?)
- Großgemeindechor 2:gether (1998 als Chor „2:gether“ gegründet, seit 2002 Verein „2:gether – Großgemeindechor Bernhardsthal“)
- Seniorenbund Reintal (seit ?)

## Wirtschaft und Infrastruktur
2001 gab es 46 nicht landwirtschaftliche Arbeitsstätten, nach der Erhebung 1999 insgesamt 131 land- und forstwirtschaftliche Betriebe. Nach der Volkszählung 2001 betrug die Zahl der Erwerbstätigen am Wohnort 629. Die Erwerbsquote lag 2001 bei 38,45 Prozent.

### Verkehr

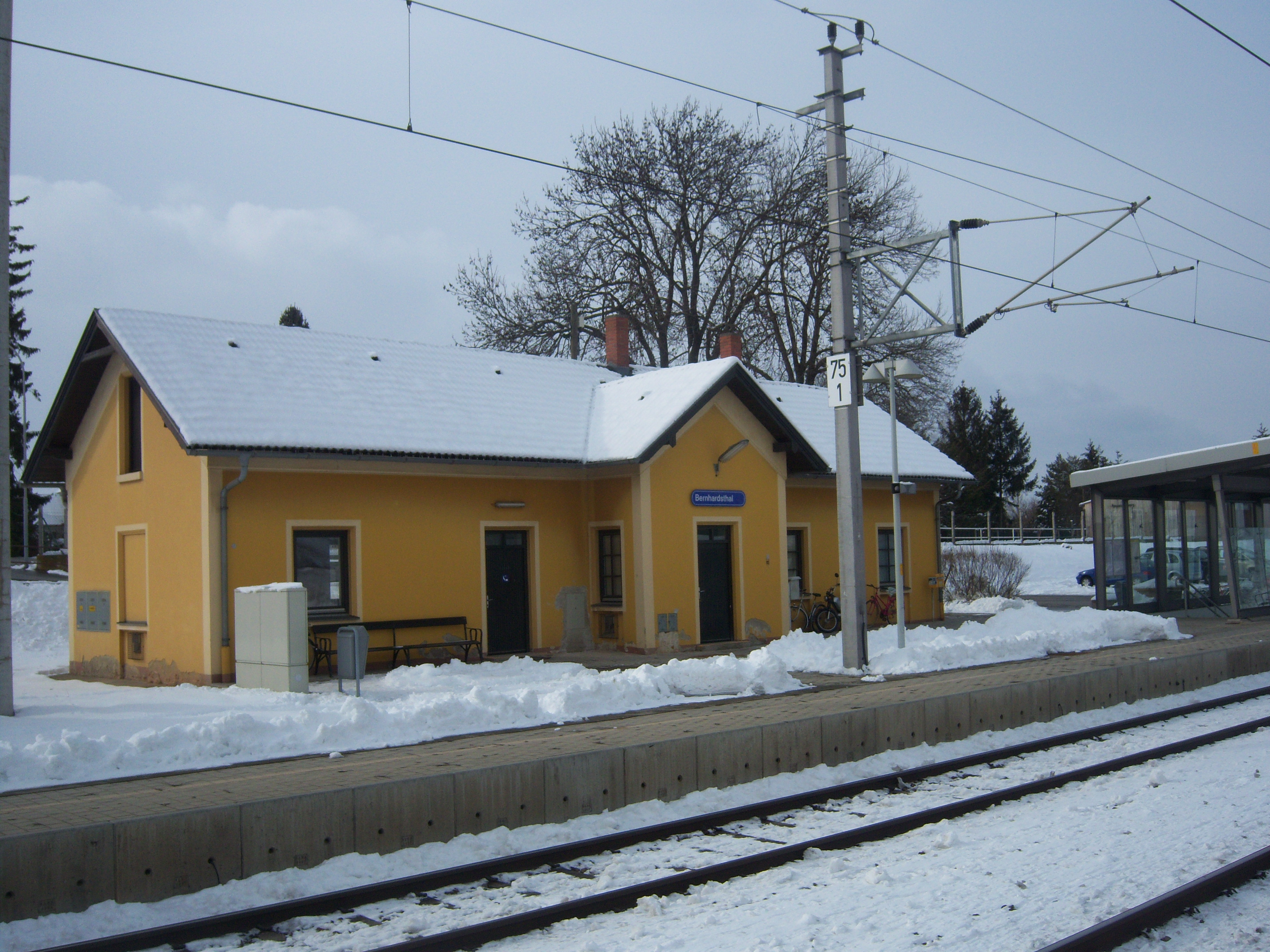
Bahnhof Bernhardsthal

- Bahn: Der Bahnhof Bernhardsthal ist die letzte Station der Österreichischen Nordbahn. Dort beginnen die tschechischen Bahnstrecken Břeclav–Brno und Břeclav–Petrovice u Karviné.

- Straße: Durch den Hauptort Bernhardsthal verläuft die Bernstein Straße B49. In Reintal mündet diese in die Lundenburger Straße B47, die unmittelbar nördlich an der Grenze zu Tschechien endet.

### Öffentliche Einrichtungen
- Rathaus (seit 1965 auf No. 65, zuvor auf No. 62, heute Otto Berger Heimatmuseum)
- Praktischer Arzt (der erste bekannte Bader wird 1717 in der Pfarrmatrik genannt)
- Volksschule Bernhardsthal (1787 wird erstmals eine Gemeindeschule erwähnt, seit 1974/75 Volksschule auch für die Kinder aus Katzelsdorf und Reintal)
- Freiwillige Feuerwehr Bernhardsthal (seit 15. Jänner 1891)
- Kindergarten (im Kloster „St. Martha“, 1926 als Privatkindergarten gegründet, seit 1930 Landeskindergarten)
- Ortsstelle des Roten Kreuzes (seit 1958)
- Zahnarzt
- Feuerwehrschauraum („Am Teich“, seit 27. Juni 2009)
- Reintal
- Gemeindeamt (bis ca. 1900 war auf No. 107 das Halterhaus, danach wurde Haus No. 210 adaptiert, 1963 wurde auf No. 210 ein neues Gebäude errichtet)
- Freiwillige Feuerwehr Reintal (seit 1884)

## Politik

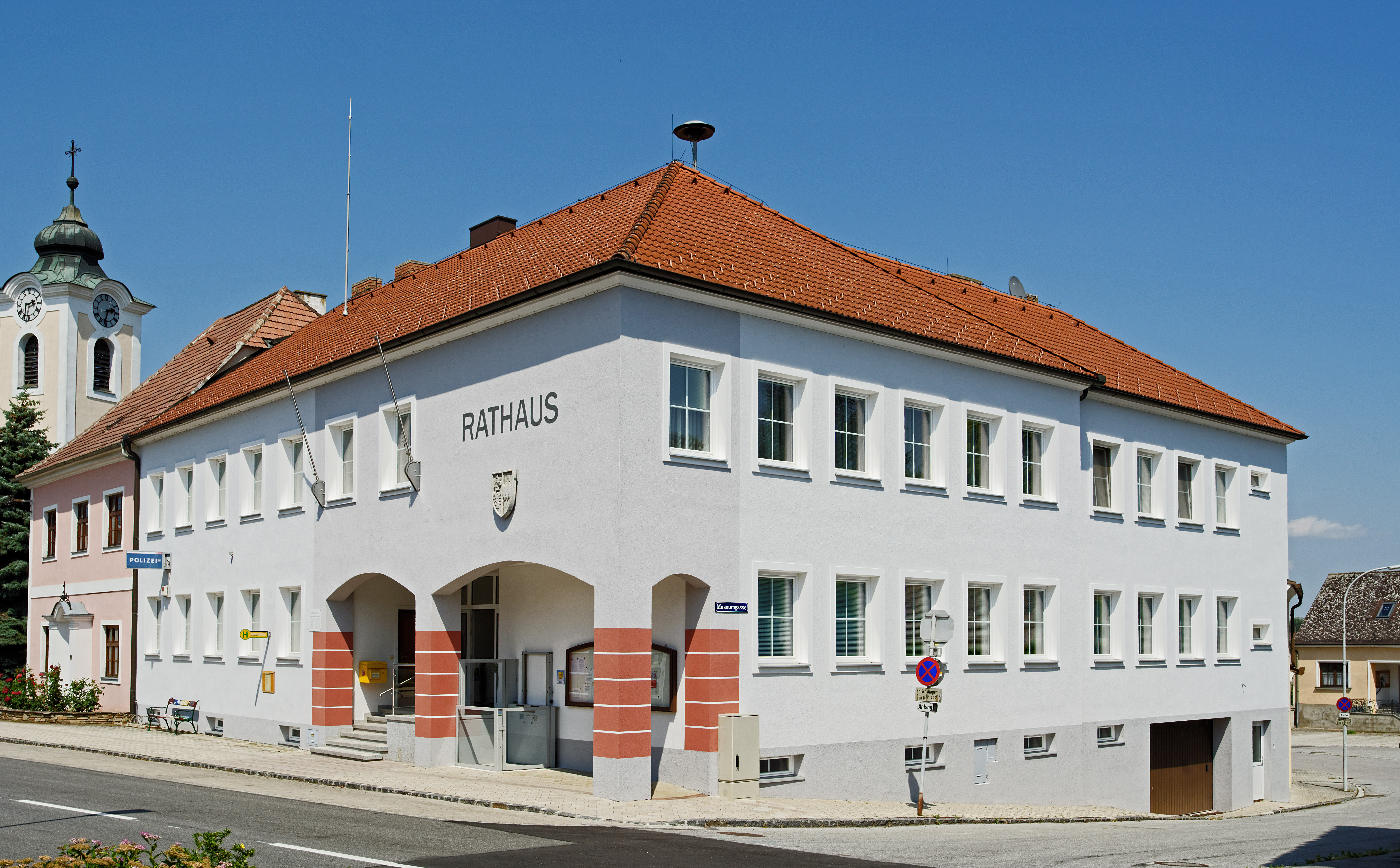
Rathaus

### Gemeinderat
Der Gemeinderat hat 19 Mitglieder.
- Mit den Gemeinderatswahlen in Niederösterreich 1990 hatte der Gemeinderat folgende Verteilung: 10 ÖVP und 9 SPÖ.
- Mit den Gemeinderatswahlen in Niederösterreich 1995 hatte der Gemeinderat folgende Verteilung: 10 ÖVP und 9 SPÖ.[9]
- Mit den Gemeinderatswahlen in Niederösterreich 2000 hatte der Gemeinderat folgende Verteilung: 10 ÖVP und 9 SPÖ.[10]
- Mit den Gemeinderatswahlen in Niederösterreich 2005 hatte der Gemeinderat folgende Verteilung: 10 ÖVP und 9 SPÖ.[11]
- Mit den Gemeinderatswahlen in Niederösterreich 2010 hatte der Gemeinderat folgende Verteilung: 11 ÖVP und 8 SPÖ.[12]
- Mit den Gemeinderatswahlen in Niederösterreich 2015 hatte der Gemeinderat folgende Verteilung: 11 ÖVP und 8 SPÖ.[13]
- Mit den Gemeinderatswahlen in Niederösterreich 2020 hat der Gemeinderat folgende Verteilung: 11 ÖVP und 8 SPÖ.[14]

### Bürgermeister
- 1945–1950 Georg Grois (ÖVP)
- 1950–1961 Jakob Hlawati (ÖVP)
- 1961–1985 Herbert Ellinger (ÖVP)
- 1985–2005 Johann Saleschak (ÖVP)
- 2005–2018 Alfred Ertl (ÖVP)
- seit 2018 Doris Kellner (ÖVP)

### Wappen
Der Gemeinde wurde 1974 folgendes Wappen verliehen:
Blasonierung: Ein von Rot auf Blau gespaltener Schild, der in seinem vorderen Feld über einer zinnenbekrönten, zwei schwarze Schießscharten aufweisenden, goldenen Mauer ein ebensolches schwebendes Tatzenkreuz, in seinem rückwärtigen Feld einen silbernen Zickzackbalken zeigt.
Rot und Blau sind die fürstlich Liechtenstein’schen Farben, der silberne Zickzackbalken ist das Wappen der Wehinger, die 1370 dem Ort das Marktrecht verschafft haben. Die zinnengekrönte Mauer soll an die einstige Befestigungsanlage und das Kreuz an das 1931 als Grabbeigabe aufgefundene Bernhardsthaler Bleikreuz erinnern.

## Persönlichkeiten
- Franz Hlawati (1868–1940), Politiker, Geistlicher und Gymnasialprofessor